# نواف الخالدی
نواف الخالدی (عربی: نواف خالد الخالدي؛ زاده ۱۵ مهٔ ۱۹۸۱) یک بازیکن فوتبال اهل کویت است.
وی همچنین در تیم ملی فوتبال کویت بازی کرده‌است.